# Ommatius sparsus
Ommatius sparsus là một loài ruồi trong họ Asilidae. Ommatius sparsus được Scarbrough & Hill miêu tả năm 2000. Loài này phân bố ở miền Ấn Độ - Mã Lai.